# Чудесни чаробњак из Оза
Чудесни чаробњак из Оза (енгл. The Wonderful Wizard of Oz) је амерички роман за децу који је написао аутор Л. Франк Баум, а илустровао В.В. Денслов, првобитно објављено од стране компаније George M. Hill Company маја 1900. Од тада је роман доживео неколико наставака, најчешће под насловом Чаробњак из Оза, што је наслов популарне музичке адаптације на Бродвеју из 1902. године, као и култног играног филма из 1939. године.
Прича подељена у 24 поглавља бележи догодовштине младе фармерке Дороти у чаробној Земљи Оз након што је њу и њеног кућног љубимца Тота торнадо однео заједно са кућом у Канзасу. Књига је једна од најпознатијих причa из америчке књижевности. Конгресна библиотека прогласила ју је „највећом и најомиљенијом домаћом бајком“. Његов револуционарни успех и успех бродвејског мјузикла прилагођеног роману, навели су Баума да напише тринаест додатних књига о Озу које служе као званични наставци прве приче.

## Објављивања
Његово прво издање је штампано у 10.000 примерака и продато је пре датума објављивања 1. септембра 1900. године. 17. маја 1900. изашао је први примерак, Баум га је ручно саставио и поклонио својој сестри, Мари Лоуисе Баум Бревстер. Јавност се први пут сусрела на сајму књига у Палмер Хоусу у Чикагу, 5.-20. јула. Његова ауторска права регистрована су 1. августа; потпуна дистрибуција уследила је у септембру. До октобра 1900. већ је распродато, а друго издање од 15.000 примерака готово је одмах продато. Издавачка кућа је предвидела штампање и продају 250.000 примерака књиге, али она постаје планетарно популарна и до 1956. године се продаје у преко 3 милиона примерака.

## Радња
Дороти је млада девојка која живи са тетком Ем, ујаком Хенријем и псом Тотом на фарми у Канзасу. Иза кућице где су живели се простирала велика сасушена равница без иједног дрвета, па се често дешавало да дува јак ветар и носи ствари. Једног дана, она и Тото су били захваћени ураганом који их је заједно са кућом одбацио до Манчкин града у магичној земљи Оз. Кућа пада и убија злу вештицу са истока, владара Манчкина. Када је отворила врата кућице схватила је да се не налазе на истом месту и да су на ливади окружени разноразним цвећем и птицама са шареним перјем. У следећем тренутку примећује четири одрасле особе њене висине које су биле смешно обучене и који јој уз наклон желе добродошлицу. Тада је обавештавају да је убила злу вештицу што и она примећује кад погледа како испод куће вире ноге са сребрним ципелама. Прича јој да у земљи живе лоше вештице са истока и запада и добре вештице са севера и југа. Сазнаје да она прича управо са добром вештицом са севера која јој у знак захвалности покалња магичне сребрне ципеле зле вештице. Добра вештица даље објашњава Дороти како да стигне кући и да треба да прати пут од жуте цигле до Смарагдног града и замоли моћног чаробњака из Оза да јој помогне приликом повратка кући. На растанку добра вила је пољубила Дороти у чело дајући јој магичну заштиту. На путу од цигле Дороти наредних дана среће разне занимљиве креације, па тако ослобађа страшило са стуба на коме виси, помаже Лименом дрвосечи да подмаже своје зарђале зглобове и среже лава кукавицу. Страшило жели мозак, дрвосеча жели срце, а лав жели храброст. Тад им Дороти предлаже да крену са њом у Смарагдни град и потраже помоћ чаробњака.
Након неколико успутних авантура путници стижу у град и свако од њих добија прилику да види чаробњака. Он се Дороти појављује као џиновска глава, страшилу као љупка дама, дрвосечи као страшна звер, а лаву као ватрена лопта. Он пристаје свима да помогне ако успеју да убију злу вештицу са запада која влада земљом Винки. Тако крећу у нову авантуру.
Вештица са запада уочава путнике телескопом и шаље чопор вукова да их убију, али их дрвосеча све убија секиром. Кад то није успело шаље им јато врана да им искљуцају очи, али их страшило све убија. Након тога шаље рој црних пчела да их избоду, али оне саме умиру када покушају да избоду лименог дрвосечу. Тад она шаље групу робова да их убију, али их лав застрашује и они беже. Кад је исцрпела све могућности она употребљава своју златну капу и шаље крилате мајмуне да их заробе.
Мајмуни су били превише јаки за дружину и успели су Лименог да баце на шиљате стене, Страшила су развукли и спаковали сламу у врећу и окачили је на највише дрво, а лава везали како би га однели вештици. Дороти нису смели да дирају пошто је вођа мајмуна видео пољубац Добре виле на њеном челу, а силе добра су веће него силе зла. Па је они са лавом преносе у двор код вештице. Наредних дана је покушавала на превару да украде сребрне ципеле које је имала Дороти, али их је она једино скидала кад се купала, а вештица се плашила мрака и воде па није смела тад да их узме. Једног дана вештица на превару успева да узме једну ципелу и одбија да је врати Дороти која се наљутила и видевши канту воде поред полила је. У том тренутку вештица је почела да се топи и нестала. Узела је ципелу назад и обавестила лава да нису више заробљеници, а становнике да нису више робови што је њих изузетно обрадовало. Тад је кренула да спаси Страшило и Лименог. Становници су јој помогли у томе и пронашли га, а њихови лимари су га поправили и направили му нову златну секиру. Онда је Лимени посеко дрво где је висило Страшило, а становници су му одело напунили новом сламом. Док су се паковали за пут код чаробњака Дороти је понела и вештичин златни шешир са собом, иако није знала да он има велику моћ.
Дружина је кренула назад, али се изгубила и данима лутала без успеха да стигне у Смарагдни град. Тад се Дороти сетила пиштаљке коју је добила од краљице мишева и дунула у њу. Кад су се они појавили рекли су јој да су далеко отишли и да им је град иза леђа. Тад су спазили да Дороти има вештичин шешир и да може да позове крилате мајмуне да их пренесу тамо. Док су их носили краљ мајмуна јој је испричао зашто су везани за златни шешир зашто морају да испуњавају жеље. 
Након доласка у Смарагдни град данима су чекали великог чаробњака да их прими али то се није дешавало. На крају су поручили чаробњаку да ће позвати крилате мајмуне ако их не прими, а он није желео опет да се среће са њима, па је одлучио да их прими сутра. Сплетом околности сазнају да је велики чаробњак Оз уствари преварант и да је то старији чикица из Омахе који им је показао лутке и справе како би заварао све и различито се приказивао становницима. Испричао им је како је летео балонон и најављивао долазак циркуса кад су му се конопци уплели и није могао да слети па га је ветар довео до ове земље. Становници су мислили да је он неки велики чаробњак чим се спустио са неба, а он је одлучио да прихвати ту улогу. Тад је и наредио да се направи Смарагдни град, а највише се плашио злих вештица због чега није напуштао одаје. Тада су му сви затражили оно што им је обећао. 
Страшилу је рекао за мозак:
„Не треба ти. Сваког дана научиш нешто ново. Беба има мозак, али не зна скоро ништа. Искуство је једина ствар која ствара знање и што си дуже на земљи, то ћеш више искуства да сакупиш.“
Лаву је за храброст рекао:
„Сигуран сам да си изузетно храбра животиња. Све што ти треба је самопоуздање. Нема ни једног живог бића које се не боји када се суочи с опасношћу. Права храброст је у суочавању с опасносношћу упркос страху, а такве храбрости ти имаш напретек.“
Лименом је о срцу рекао:
„Али сасвим је погрешно од тебе што тражиш срце. Већину људи срце чини несрећним. Кад би ти бар схватио да си прави срећник што немаш срце!“
Али је свој тројици ипак обећао да ће сутра добити то по шта су дошли. А од Дороти је тражио пар дана да смисли како да је пребаци преко велике пустиње. 
Сутрадан су дошли по оно што им је обећао, а он је Страшилу у главу сместио смесу мекиња коју је причврстио иглама и шрафовима. Лименом је изрезао квадратну рупу на грудима и убацио срце од свиле испуњено пиљевином. Лаву је понудио зелену течност да попије која је била напитак за храброст. Сви они су били пресрећни, а чаробњак срећан што је све успео да их превари, али и задовољи њихова очекивања. Једино је још за Дороти смишљао шта да ради. После неколико дана је рекао да ће да сашију балон од свиле и да ће он поћи са њом и да није сигуран да ли ће их балон однети до Канзаса, али вреди покушати. У међувремену је чаробњак објавио да иде у посету другом чаробњаку изнад облака и да је Страшило именовао за његову замену док њега нема.
Кад су сашили балон и напунили га врелим ваздухом он је полетео и чаробњак је ускочио у корпу, али Дороти није могла да нађе Тотоа, па је закаснила и балон је отишао без ње. Данима су смишљали шта да ураде како би се Дороти вратила кући, али безуспешно. Једног дана им је војник Смарагдног града предложио да оду код Глинде, добре вештице са југа која живи на ободу пустиње, па она сигурно зна како може да се прође. Остатак дружине се понудио да пође са њом како би јој се одужили за све што је урадила за њих.
Тако су се они сутрадан опростили од свих и кренули на југ. Пре него штро су стигли до добре вештице имали су пар успутних авантура које су решили на домишљат начин. Кад су стигли до добре вештице она је обећала да помогне Дороти ако јој да златни шешир на шта она одмах пристаје. Добра вештица је тад питала остатак дружине шта ће да раде кад испрате Дороти и рекла да ће их крилати мајмуни које ће да призове помоћу шешира пренети где год они кажу. Тад се Дороти опрашта од остатка дружине и када је свима рекла збогом Дороти је три пута ударила петама ципелица и пожелела да оде кући. Убрзо се нашла у виходу који је пренео назад код тетке Ем и Дороти је коначно опет била код куће. 

## Илустрација и дизајн
Књигу је илустровао Баумов пријатељ и сарадник В.В. Денслов, који је такође био сувласник ауторских права. Дизајн је за то време био раскошан, са илустрацијама на многим страницама, позадинама у различитим бојама и неколико илустрација плочица у боји. У септембру 1900. године, Гранд Рапидс Хералд написао је да су Денсловове илустрације „подједнако велика прича као у писању“. Уводник сматра да да није било Денсловових слика, читаоци не би могли тачно да замисле фигуре Дороти, Тото-а и осталих ликова. 

## Критике
Чудесни чаробњак из Оза добио је позитивне критике одмах по изласку. У рецензији из септембра 1900, The New York Times је похвалио роман, написавши да ће се свидети деци читаоцима и млађој деци која још нису могла да читају. Преглед је такође похвалио илустрације као пријатну допуну текста. 
Током првих 50 година након објављивања Дивног чаробњака из Оза 1900. године, научници дечје књижевности добили су мало критичке анализе. Према Рут Берман-у са студија научне фантастике, спискови предложених лекција објављени за малолетне читаоце никада нису садржали Баумово дело. Незаинтересованост је произашла из сумње научника о фантазији, као и из њиховог веровања да дуге серије немају мало књижевних заслуга.

## Адаптација
Чудесни чаробњак из Оза, адаптиран је путем разних медија. Најпознатији у филму „Чаробњак из Оза“, филму из 1939. године у којем су глумили Џуди Гарланд, Реј Болгер, Берт Лар, Џек Хејли. До ове верзије књига је инспирисала бројне, сада мање познате сценске и екранизације, укључујући профитабилни мјузикл на Бродвеју из 1902. године. Филм из 1939. године сматран је иновативним због песама, специјалних ефеката и револуционарне употребе новог Technicolor.
Прича је преведена на друге језике (барем једном без дозволе, што је резултирало романом Чаробњак смарагдног града Александра Волкова и његовим наставцима, које је на енглески језик превео Сергеј Сухинов), а неколико пута је прилагођено стриповима. Након истека оригиналних ауторских права, ликови су адаптирани и поново коришћени у издвајањима, незваничним наставцима и реинтерпретацијама, од којих су неки били контроверзни у третману Баумових ликова. 